# Ashford (Australie)
Pour les articles homonymes, voir Ashford (homonymie).
Ashford est un village australien situé dans la zone d'administration locale d'Inverell en Nouvelle-Galles du Sud. En 2016, la population s'élevait à 652 habitants.

## Géographie
Le village se situe dans la région de Nouvelle-Angleterre au nord de la Nouvelle-Galles du Sud, à proximité de la frontière avec le Queensland, à 55 km au nord d'Inverell, 500 km au sud-ouest de Brisbane et 750 km au nord de Sydney.